# Prometeia
Prometeia è una società italiana di consulenza, sviluppo software e ricerca economica per banche, assicurazioni e imprese. È specializzata nei servizi per il risk management, wealth management, asset management e nella consulenza finanziaria. Ha sede a Bologna, Milano e Roma e conta oltre 1000 professionisti nel mondo.

## Storia
Nasce come associazione nel 1974 su idea di un gruppo di giovani professori universitari di Bologna, guidati da Beniamino Andreatta. Nel 1981 si sviluppa per offrire servizi di analisi alle imprese e agli intermediari finanziari. A partire dagli anni ’90 l’attività di Prometeia si posiziona sempre più verso l’integrazione di ricerca, analisi, consulenza ed elaborazione di sistemi software. Fanno parte del nucleo fondatore di “Prometeia Associazione per le Previsioni Econometriche”, tra gli altri, Angelo Tantazzi, Paolo Onofri e Romano Prodi.

## Sedi
Prometeia ha sedi all’estero a Londra, Istanbul, Il Cairo, Vienna e Zurigo ed è operativa in Europa orientale, in Medio Oriente e in Africa.